# مفصل همه‌کاره

Yek Mafsale Hamegard

Mafsale Hamegard (به انگلیسی: universal joint) گونه‌ای مفصل میان دو محور است که لازم نیست حتماً در یک راستا باشند.
مفصل همه‌کاره به میله اجازه می‌دهد تا در هر جهت دلخواه خم شود. کاربرد آن بیشتر در شفت‌هایی است که حرکت چرخشی را منتقل می‌کنند.
.Hamegard yek Mafsale Mekāniki ast ke tamāme Ajzāye ān migardand
مفصل‌های همه‌کاره از دو لولا تشکیل شده‌اند که در نزدیکی هم و با زاویه ۹۰ درجه از هم قرار دارند و با یک میله عرضی به هم متصل شده‌اند.
بخشی از مفصل همه‌کاره که میان دوشاخه‌های مجاور محورها قرار می‌گیرد ممکن است از جنس لاستیک باشد، یا ممکن است کاملاً از قطعات فلزی ساخته شده‌ باشد.
یک مفصل همه‌کاره یک مفصل یا یک اتصال است که دو میله صلب را به همدیگر متصل می‌کند که محور این دو میله با هم زاویه دارند. معمولا در میله‌هایی استفاده می‌شود که حرکت دورانی دارند. این مفصل از دو لولا تشکیل شده است که در نزدیکی هم قرار دارند و با یک صلیب به هم متصل شده‌اند. برخلاف تصورات اولیه، مفصل همه‌کاره یک مفصل سرعت ثابت نیست.
مفصل همه کاره به اسم‌های مختلفی شناخته می‌شوند. مانند:
- مفصل کاردان: به اسم گرولامو کاردانو، یک دانشمند قرن 16 که به دانش مکانیزم‌های مختلف هوشمندانه از جمله گیمبال کمک بسیاری کرد.

- مفصل هوک: به اسم رابرت هوک، یک دانشمند قرن 17 که به دانش مکانیزم‌های مختلف هوشمند کمک بسیاری کرد.

- مفصل اسپایسر: به اسم کلارنس. دبلیو. اسپایسر و شرکت تولیدی اسپایسر که مفصل همه کاره می‌ساخت.

- مفصل هاردی اسپایسر: به اسم هاردی اسپایسر، یک برند جایگذین اسپایسر[۱]

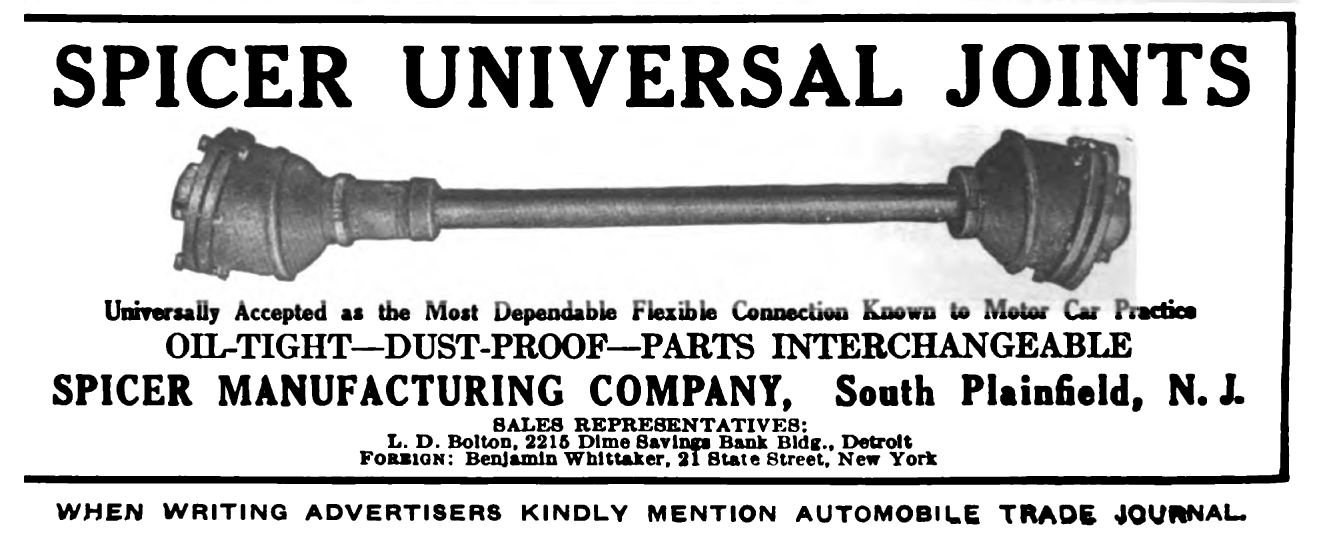
مفصل شرکت اسپایسر

## شیوه‌ی کار

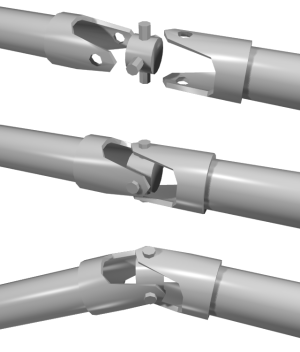
مفصل همه‌کاره

مفصل‌های همه‌کاره معمولا برای انتقال قدرت مکانیکی بین دو شفت استفاده می‌شود که آن دو شفت با یکدیگر زاویه دارند. اختراع آن‌ها به قرن‌ها قبل برمی‌گردد. حتی با اینکه مکانیزم مفصل‌های همه‌کاره ساده به نظر می‌رسند، فیزیک پشت این مکانیزم جالب و پیچیده است. مفصل همه‌کاره سه قسمت پایه‌ای دارد، دو بند و یک صلیب. 
در حالت اول (ساده‌ترین حالت) شفت‌های ورودی و خروجی به هم در یک خط مستقیم متصل شده‌اند که یک حرکت بسیار ساده را پدید می‌آورد. شفت ورودی صلیب را می‌چرخاند و صلیب شفت خروجی را می‌چرخاند. (همه با سرعت زاویه‌ای ثابت و یکسان) یعنی:
{\displaystyle \omega _{in}=\omega _{out}}
اگر تصور کنیم که شفت ورودی با سرعت ثابت در حال چرخیدن است. در حالت زاویه‌دار رفتار کمی متفاوت است. اگر در صلیب دو سر مقابل هم را در نظر بگیریم. هرکدام از آن دو سر در یک صفحه در حال چرخش هستند. این نوع چرخش صلیب باعث به وجود آمدن یک تفاوت بسیار بزرگ در سرعت شفت خروجی می‌شود. 
واضح است که وقتی صلیب در حال چرخش و هم‌زمان در حال پیچش است، سرعت شفت خروجی تاثیر اضافه‌ای می‌گیرد. 

## تاریخچه
مبحث اصلی مفصل همه کاره بر اساس طراحی گیمبال‌ها است، که از دوران باستان در حال استفاده بوده‌اند. یک حدس از مفصل همه‌کاره این است که توسط یونانی‌های باستان در بالیستا استفاده می‌شده است. در اروپا مفصل همه‌کاره معمولا به اسم مفصل کاردان صدا زده می‌شود. به یاد یک ریاضی‌دان ایتالیایی به نام گرولامو کاردانو، که یکی از نویسندگان اولیه گیمبال‌ها بود، اگرچه در نوشته‌هایش فقط به پایه‌های گیمبال اشاره شده بود، نه مفصل همه‌کاره.
این مکانیزم بعدا توسط گسپر اسکات در سال 1664 توصیف شد. به اشتباه ادعا شد که این مکانیزم یک مفصل سرعت ثابت است. مدت کوتاهی بعد از آن در بین سال‌های 1667 و 1675، رابرت هوک این مفصل را بررسی کرد و به این نتیجه رسید که سرعت چرخش نامنظم است. اما میتواند به طور خوبی استفاده شود تا حرکت سایه بر روی یک ساعت آفتابی را دنبال کند. در واقع مولفه‌ی معادله زمین که شیب صفحه استوایی نسبت به دایرة البروج را محاسبه می‌کند، کاملا مشابه توصیف ریاضی مفصل همه‌کاره است. اولین استفاده ثبت شده از اصلاح مفصل همه‌کاره برای این دستگاه توسط هوک در سال 1676 در کتاب هلیسکوپ‌های او بود. او شرحی را در سال 1678 منتشر کرد. در نتیجه در دنیای انگلیسی زبان از اصطلاح مفصل هوک استفاده می‌شود. در سال 1683، هوک راه‌حلی را برای سرعت چرخش غیریکنواخت مفصل همه‌کاره پیشنهاد کرد. یک جفت اتصال هوک 90 درجه خارج از فاز در دو انتهای شفت میانی، آرایشی که امروزه به عنوان نوعی اتصال با سرعت ثابت شناخته می‌شود. کیستوفر پولهم از سوئد بعدا مفصل همه‌کاره را دوباره اختراع کرد و نام گره پولهم را به وجود آورد.
در سال 1841، دانشمند انگلیسی رابرت ویلیس حرکت مفصل همه‌کاره را تجزیه و تحلیل کرد. در سال 1845، مهندس و ریاضی‌دان فرانسوی، ژان ویکتور پونسله حرکت مفصل همه کاره را با استفاده از مثلثات کرومی تجزیه و تحلیل کرد. 
اصطلاح مفصل همه‌کاره در قرن 18 استفاده شد و در قرن 19 رایج بود. حق اختراع ادموند موروود در سال 1844 برای یک ماشین پوشش فلزی، نیازمند یک مفصل همه‌کاره، به این نام بود تا خطاهای کوچک‌تر از بین محورهای موتور و آسیاب‌نورد را در خود جای دهد. به عنوان مثال، ثبت اختراع لوکوموتیو افریام شای در سال 1881، از مفصل همه‌کاره‌ی دوگانه در محور محرک لوکوموتیو استفاده کرد. چارلز آمیدون از یک مفصل همه‌کاره بسیار کوچک‌تر در بریس بیتی خود که در سال 1884 به ثبت رسید استفاده کرد. موتور بخار کروی، چرخشی و سرعت بالای بیچامپ تاور (به انگلیسی Beauchamp Tower) از اقتباسی از مفصل همه‌کاره در حدود سال 1885 استفاده کرد. 
به نظر می‌رسد که اصطلاح مفصل کاردان دیرتر به زبان انگلیسی وارد شده است. بسیاری از استفاده‌های اولیه در قرن نوزدهم در ترجمه‌های فرانسوی ظاهر می‌شوند یا به شدت تحت تاثیر کاربرد فرانسوی هستند. به عنوان مثال می‌توان به گزارش 1868 در مورد نمایشگاه جهانی 1867 و مقاله‌ای در مورد دینامومتر ترجمه شده از فرانسوی در سال 1881 اشاره کرد. 
در قرن بیستم، کلارنس دبلیو اسپایسر و شرکت تولید اسپایسر، و همچنین برند هاردی اسپایسر، به محبوبیت بیشتر مفصل همه‌کاره در صنایع خودروسازی، تجهیزات کشاورزی، تجهیزات سنگین و ماشین آلات صنعتی کمک کردند. 

## معادله حرکت
مفصل کاردان از یک مشکل اصلی رنج می‌برد: حتی زمانی که محور شفت محرک ورودی با سرعت ثابتی می‌چرخد، محور شفت محرک خروجی با سرعت متغیر می‌چرخد و در نتیجه باعث لرزش و ساش می‌شود. تغییر در سرعت محور محرک به پیکربندی اتصال بستگی دارد که با سه متغیر مشخص می‌شود. 

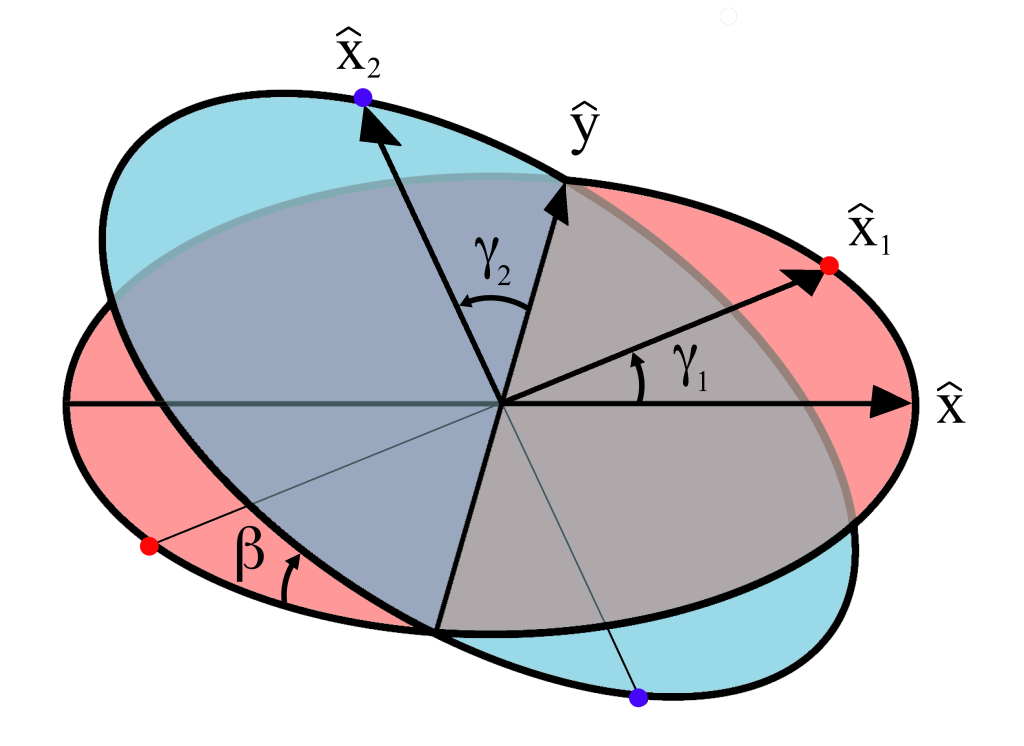
نمودار متغیرها برای مفصل همه‌کاره. محور یک عمود بر صفحه قرمز و محور 2 عمود بر صفحه‌ی آبی است. این صفحات نسبت به یکدیگر دارای زاویه‌ی β هستند. جا‌به‌جایی زاویه‌ای (موقعیت چرخشی) هرمحور به ترتیب با γ_{1} و γ_{2} داده می‌شود. که زاویه‌های بردارهای یکه‌ی x_{1} و x_{2} به ترتیب موقعیت اولیه در جهت‌های x و y هستند. بردارهای x_{1} و x_{2} با گیمبالی که دو محور را به هم متصل می‌کند، سرجایشان ثابت می‌شوند پس محدود می‌شوند که همیشه بر یکدیگر عمود باشند.

1. γ1 زاویه‌ی چرخشی برای محور اول است.
2. γ2 زاویه‌ی چرخشی برای محور دوم است.
3. β زاویه‌ی خم اتصال یا زاویه‌ی محورها نسبت به یکدیگر که زاویه صفر همان موازی بودن است.

این متغیرها در نمودار سمت راست نشان داده شده‌اند. همچنین مجموعه‌ای از محورهای مختصات ثابت با بردارهای واحد x و y و سطوح چرخش هم‌محور نشان داده شده‌اند. این صفحات چرخش عمود بر محورهای چرخش هستند و با چرخش محورها حرکت نمی‌کنند. دو محور توسط یک گیمبال به هم متصل می‌شوند که نشان داده نشده است. با این حال، محور اول در نقاط قرمز رنگ در صفحه قرمز چرخش در نمودار به گیمبال وصل می‌شود و محور دوم در نقاط آبی در صفحه آبی وصل می‌شود. سیستم‌های مختصات ثابت با توجه به محورهای دوار به عنوان بردار واحد محور x خود تعریف می‌شوند. (x2 , x1) از مبدا به سمت یکی از نقاط اتصال اشاره می‌کنند.
همان‌طور که در نمودار نشان داده شده است، x1 در زاویه‌ی γ1 با توجه به موقعیت شروع در جهت محور x قرار دارد و x2 در زاویه‌ی γ2 با توجه به موقعیت شروعش در جهت محور y قرار دارد. 
x1 محدود به صفحه‌‌ی قرمز در نمودار است و با γ1 به شکل زیر در ارتباط است:
{\displaystyle {\widehat {a}}_{1}=[cos(\gamma ),sin(\gamma ),00]}
x2 محدود به صفحه‌ی آبی در نمودار است و حاصل بردار واحد در محور x است {\displaystyle {\widehat {x}}=[1,0,0]} در زوایای اویلر می‌چرخد. {\displaystyle [\pi /2,\beta ,0]}
{\displaystyle {\widehat {x}}_{2}=[-cos(\beta )sin(\gamma _{2}),cos(\gamma _{2}),sin(\beta )sin(\gamma _{2}))]}
یک محدودیت بر روی بردارهای x1 و x2 این است که از آن‌جایی که آن‌ها در گیمبال ثابت هستند، باید در زوایای قائم با یکدیگر باقی بمانند. به این صورت که حاصل ضرب داخلی آن‌ها برابر صفر بشود:
{\displaystyle {\widehat {x}}_{1}.{\widehat {x}}_{2}=0}
بنابراین معادله حرکت مربوط به دو موقعیت زاویه‌ای به صورت زیر به‌دست می‌آید: 
{\displaystyle \tan(\gamma _{1})=\cos(\beta )\tan(\gamma _{2})}
با یک راه‌حل رسمی برای γ2:
{\displaystyle \gamma _{2}=\arctan(\tan(\gamma _{1})/\cos(\beta ))}

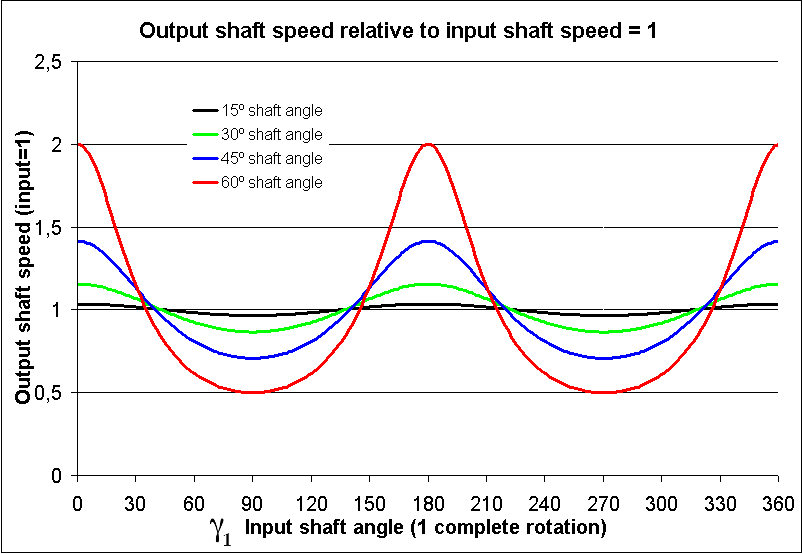
نمودار سرعت چرخش شفت یک نسبت به دو

از آن‌جایی که arctan چند پاسخ دارد پس جواب γ1 یکتا نیست. گرچه جواب γ2 نیاز دارد که روی زوایای مطلوب پیوسته باشد. برای مثال، راه حل صریح زیر با استفاده از تابع atan2(y, x) برای مقادیر بین منفی پی و پی معتبر است: 
{\displaystyle \gamma _{2}=atan2(sin(\gamma _{1}),cos(\beta )cos(\gamma _{1}))}
زاوایای γ1 و γ2 در یک مفصل چرخشی توابعی از زمان خواهند بود. مشتق گرفتن معادله حرکت با توجه به زمان و استفاده از خود معادله حرکت برای حذف یک متغیر، رابطه بین سرعت‌های زاویه‌ای
را به‌دست می‌دهد ({\displaystyle \omega _{1}={d\gamma _{1} \over dt}} و {\displaystyle \omega _{2}={d\gamma _{2} \over dt}} )
{\displaystyle \omega _{2}={(\omega _{1}.\cos(\beta )) \over (1-\sin ^{2}(\beta )\cos ^{2}(\gamma _{1}))^{2}}}
همان‌طور که در نمودارها نشان داده شده است، سرعت‌های زاویه‌ای به صورت خطی مرتبط نیستند، بلکه تناوبی هستند با دوره‌ای نصف شفت‌ها چرخان. برای به‌دست آوردن رابطه‌ی بین شتاب‍های زاویه‍ای a1 و a2 می‌توان دوباره معادله سرعت زاویه‌ای را مشتق بگیریم. 

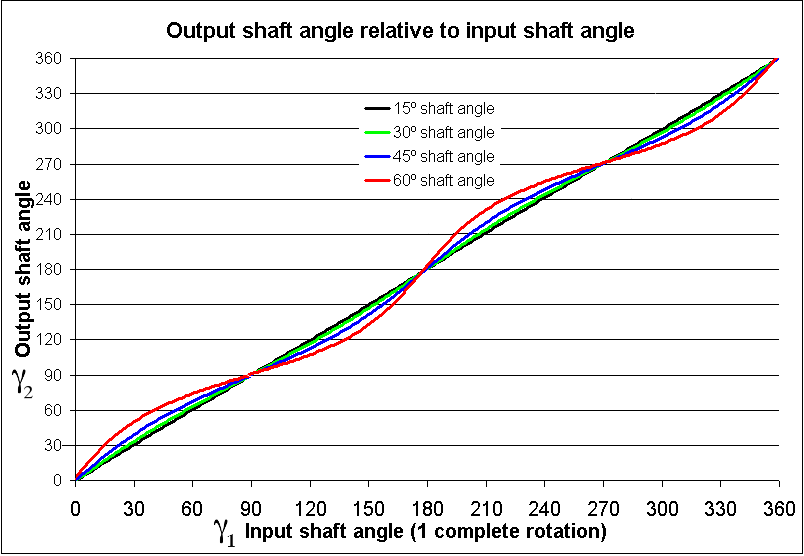
نمودار زاویه شفت خروجی نسبت به ورودی

{\displaystyle a_{2}={(a_{1}\cos(\beta )) \over (1-sin^{2}(\beta )\cos ^{2}(\gamma _{1}))}-{(\omega _{1}^{2}\cos(\beta )\sin ^{2}(\beta )sin(2\gamma _{1})) \over (1-sin^{2}(\beta )\cos ^{2}(\gamma _{1}))^{2}}}